# Jugoslaviska förstaligan i fotboll 1948/1949
Jugoslaviska förstaligan i fotboll 1948/1949 vanns av FK Partizan.

## Tabell
| Placering | Klubb                | Spelade matcher | Vinster | Oavgjorda | Förluster | Gjorda mål | Insläppta mål | Målskillnad | Poäng |
| --------- | -------------------- | --------------- | ------- | --------- | --------- | ---------- | ------------- | ----------- | ----- |
| 1         | Partizan             | 18              | 14      | 1         | 3         | 39         | 14            | +25         | 29    |
| 2         | Crvena Zvezda        | 18              | 11      | 4         | 3         | 37         | 19            | +18         | 26    |
| 3         | Hajduk Split         | 18              | 10      | 5         | 3         | 41         | 20            | +19         | 25    |
| 4         | Dinamo Zagreb        | 18              | 7       | 5         | 6         | 29         | 25            | +4          | 19    |
| 5         | Naša Krila Zemun     | 18              | 6       | 4         | 8         | 32         | 28            | +4          | 16    |
| 6         | Budućnost Titograd   | 18              | 6       | 4         | 8         | 29         | 36            | -7          | 16    |
| 7         | Metalac Belgrad      | 18              | 5       | 4         | 9         | 31         | 34            | -3          | 14    |
| 8         | Lokomotiva Zagreb    | 18              | 6       | 1         | 11        | 23         | 38            | -15         | 13    |
| 9         | Sloga Novi Sad       | 18              | 5       | 2         | 11        | 17         | 31            | -14         | 12    |
| 10        | ASD Ponziana Trieste | 18              | 3       | 4         | 11        | 12         | 45            | -33         | 10    |
| -         | FK Sarajevo          | -               | -       | -         | -         | -          | -             | -           | -     |
| -         | Spartak Subotica     | -               | -       | -         | -         | -          | -             | -           | -     |

mästarna: FK Partizan (Tränare: Illés Spitz ) 

spelare(seriematcher/seriemål)
Kiril Simonovski (18/4)
Miomir Petrović (18/0)
Stjepan Bobek (17/13)
Miodrag Jovanović (17/0)
Franjo Šoštarić (17/0) (målvakt)
Aleksandar Atanacković (15/3)
Lajoš Jakovetić (15/1)
Zvonko Strnad (14/3)
Zlatko Čajkovski (14/0)
Marko Valok (11/11)
Ratko Čolić (9/0)
Vladimir Firm (9/0)
Momčilo Radunović (8/1)
Božidar Senčar (7/2)
Božidar Drenovac (4/0)
Prvoslav Mihajlović (3/1)
Rajko Grčević (1/0) (målvakt)
Stevan Jakuš (1/0)